# Thomas Lundberg
Thomas Lundberg, född 1976, är en åländsk jurist och företagsledare. Han är tillträdande VD för Ålands Ömsesidiga Försäkringsbolag och har sedan tidigare bland annat varit VD för Crosskey Banking Solutions (2012-2021) och vice VD för PAF (2011-2012).